# Phormictopus brasiliensis
Phormictopus brasiliensis är en spindelart som beskrevs av Embrik Strand 1907. Phormictopus brasiliensis ingår i släktet Phormictopus och familjen fågelspindlar. Inga underarter finns listade i Catalogue of Life.